# Eparchia di Pavlodar ed Ekibastūz

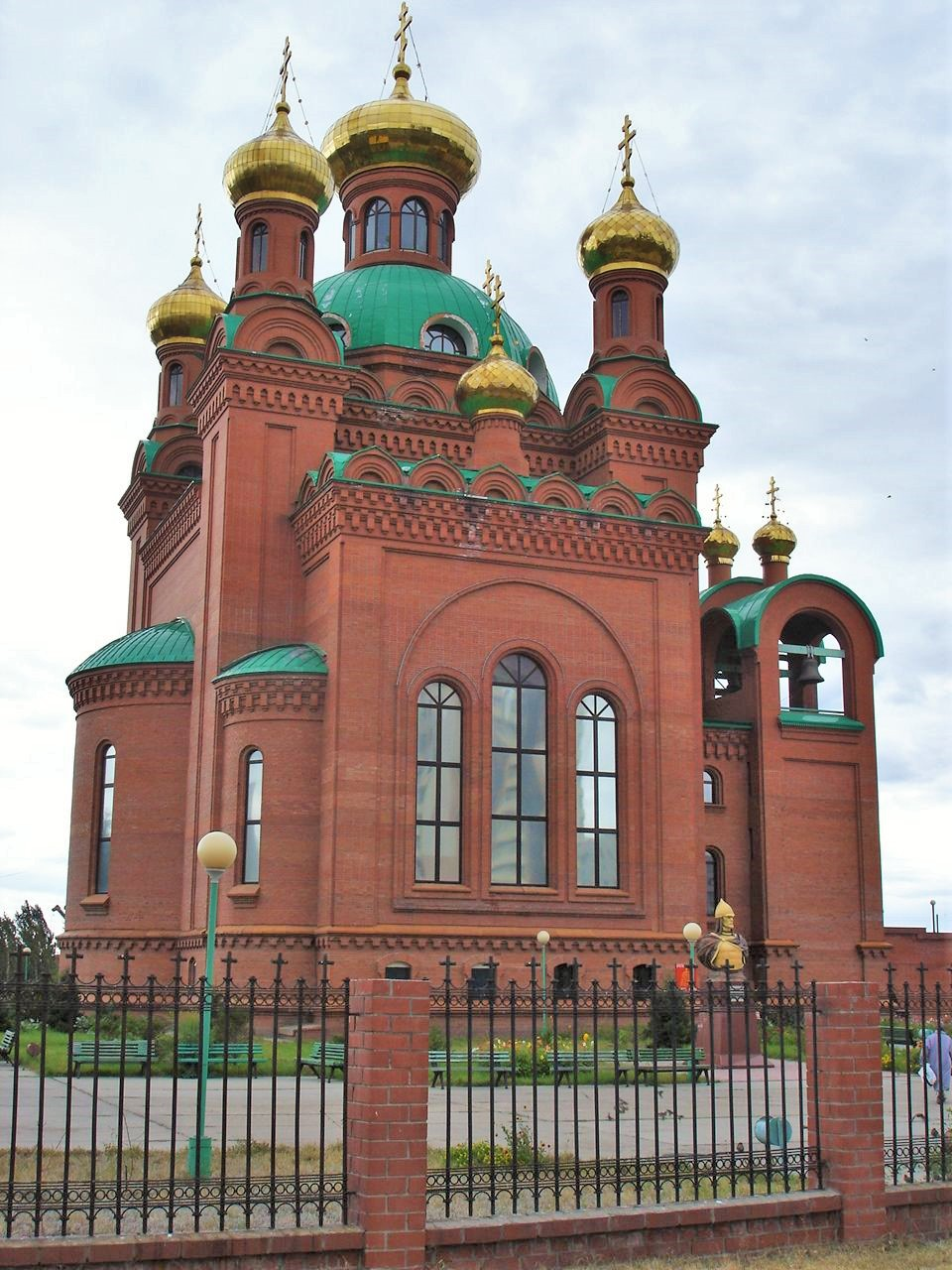
Cattedrale dell'Annunciazione

L'eparchia di Pavlodar ed Ekibastūz (in russo: Павлодарская и Экибастузская епархия) è una delle dieci eparchie ortodosse russe in Kazakistan, che costituiscono il "Distretto metropolitano della Chiesa ortodossa russa nella Repubblica del Kazakistan" (in russo Митрополичий округ Русской Православной Церкви в Республике Казахстан?). L'eparchia ha sede a Pavlodar, dove si trova la Cattedrale dell'Annunciazione.

## Storia

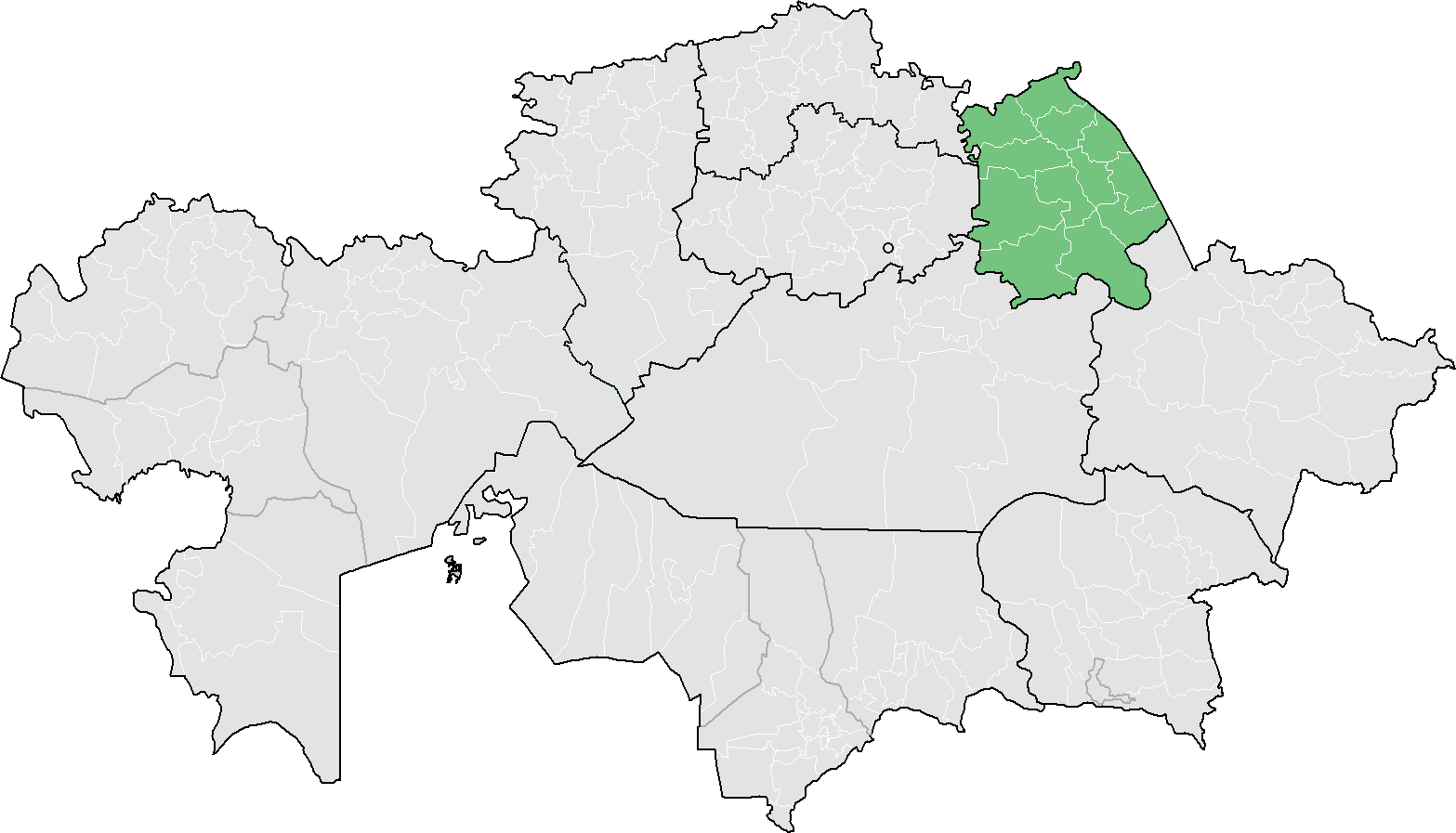
Territorio dell'eparchia

L'eparchia è stata creata il 6 ottobre del 2010 per decisione del Santo Sinodo della chiesa ortodossa russa ricavandone il territorio dall'eparchia di Astana e Almaty. Il territorio dell'eparchia corrispondeva alla Regione di Pavlodar.
Il 5 ottobre 2011 ha ceduto parte del suo territorio in favore dell'erezione dell'eparchia di Ust-Kamenogorsk.